# Hotel President w Bielsku-Białej
Hotel President (Prezydent, Kaiserhof) – zabytkowy gmach hotelowy usytuowany Bielsku-Białej, na historycznym Dolnym Przedmieściu, przy ulicy 3 Maja 12. Powstał w latach 1892–1893 i jest utrzymany w stylu neorenesansowym, od 2019 pozostaje częściowo nieużytkowany.

## Historia
Gmach powstał w latach 1892–1893 przy kilka lat wcześniej wytyczonej ulicy łączącej centrum miasta zamku do nowego dworca kolejowego na zlecenie Heinricha Hochstimma według projektu Carla Korna, którego firma zajęła się również realizacją budowy. Na cześć cesarza Franciszka Józefa został nazwany Kaiserhof (dosłownie „Dwór Cesarski”). Gmach oparto na 12-metrowych fundamentach, w bezpośredniej bliskości przebiega tunel kolejowy. W początkach XX wieku do dyspozycji gości było 50 pokoi i salonów, restauracja i kawiarnia Renaissance, letnia weranda, a także pierwsza w Bielsku sala kinowa (otwarta w 1896).
W 1922 w hołdzie Gabrielowi Narutowiczowi hotelowi nadano nazwę Prezydent. W 1937 w miejscu ogrodu letniego od strony południowej dobudowano nową salę bankietową. Rok później obiekt stał się własnością Akcyjnego Banku Hipotecznego we Lwowie. Przez kilka miesięcy w 1939 mieściła się tu kwatera główna dowództwa Grupy Operacyjnej „Bielsko”.
W latach 1942–1960 budynek pełnił różne funkcje inne niż pierwotna: był wykorzystywany jako szpital, bank, a także siedziba Miejskiego Domu Kultury. W 1962 powrócił do funkcji hotelowej pod nazwą Prezydent. Równocześnie w latach 1959–1960 w miejscu sali bankietowej z lat 30. wzniesiono Dom Technika – przybudówkę (pierwotnie parterową, później podwyższoną) z przeznaczeniem na siedzibę oddziału NOT. W 1986 budynek wpisano do rejestru zabytków.
Od 1991 hotel pozostawał własnością prywatną. Należał najpierw do spółki Prezydent, następnie od 1999 warszawskiej spółki Expol, a od 2007 spółki Birch powiązanej z irlandzką grupą deweloperską IGD. W październiku 2007 dokonano liftingu nazwy na President, a latem 2008 przystąpiono do generalnego remontu. Po jego zakończeniu w lipcu 2009 hotel dysponował czterdziestoma nowocześnie wyposażonymi pokojami, których standard umożliwił uzyskanie przez hotel w 2010 czwartej gwiazdki (wcześniej był to obiekt trzygwiazdkowy). W 2013 zostały wyremontowane sala restauracyjna i kawiarniana (powrócono do nazwy Renaissance), powstała nowa sala konferencyjna oraz zmodernizowano hall recepcyjny. 
Pod koniec 2019 hotel zaprzestał działalności. Niezdolność obsługi wielomilionowych kredytów zaciągniętych w pierwszej dekadzie XXI wieku na remont budynku doprowadziła spółkę Birch do upadłości. Od tego momentu w gmachu działało jedynie kasyno prowadzone od 2017 przez Casinos Poland.